# Knopherik
Knopherik (Raphanus raphanistrum), soms ook wilde radijs genoemd, is een van de meest verspreide akkergewassen. Deze eenjarige plant behoort tot de familie Brassicaceae.
De plant die 30 tot 60 cm kan worden, heeft een rechtopstaande stengel waarvan de onderste bladeren liervormig en verdeeld zijn. De bovenste bladeren daarentegen zijn getand of gelobd. Het plantje is over zijn ganse geheel bedekt met borstelige haartjes. De bloemen zijn zeer variabel van kleur. Zo zijn er wit tot donkergele varianten, maar ook licht violette, blauwachtige en paarse varianten. De vrucht is cilindrisch met een snavel die niet opensplijt, maar openvalt in eenzadige leden.
Hoewel knopherik vaak verward wordt met herik, verschillen beide duidelijk van elkaar. De kelkbladeren van knopherik liggen tegen de kroonbladeren aan terwijl ze bij herik wijd open staan.